# Наумов Євген Олександрович
Євген Олександрович Наумов (нар. 7 березня 1949, Ніжин, Полтавська область, УРСР) — радянський футболіст, нападник.

## Життєпис
Євген Наумов народився 7 березня 1949 року Ніжині. Вихованець місцевої ДЮСШ. Дорослу кар'єру розпочав у 1969 році в сумському «Спартаку», кольори якого захищав до 1970 року. У футболці сум'ян відзначився 5-ма голами в Другій лізі чемпіонату СРСР. У 1971 році перейшов до севастопольського «Авангарду», в складі якого виступав до 1973 року. «Авангард» також виступав у Другій лізі. Євген же протягом цього часу зіграв у футболці клубу 111 матчів та відзначився 12-ма голами. У 1974 році приєднався до іншого друголігового клубу, житомирського «Автомобіліста», кольори якого захищав до 1981 року. Протягом цього часу в чемпіонатах СРСР зіграв 278 матчів та відзначився 66-ма голами. У 1976 році зіграв також 2 поєдинки в кубку СРСР За кількістю забитих м'ячів посідає 4-те місце в списку найкращих бомбардирів клубу. У 1981 році завершив кар'єру футболіста.
У 1989 році працював головним тренером аматорського клубу «Верстатобудівник» з Житомира.